# Seka
Pour les articles homonymes, voir Seka (homonymie).
Seka, de son vrai nom Dorothiea Hundley, née le 15 avril 1954 à Radford en Virginie, est une actrice américaine de films pornographiques (mais elle préfère se qualifier en tant qu'« actrice du sexe »).
Elle est historiquement l'une des toutes premières vedettes du genre à être reconnue par le milieu du X. Sa carrière fut assez longue et elle figura dans plus d'une centaine de films de la fin des années 1970 jusqu'aux années 1980.

## Biographie

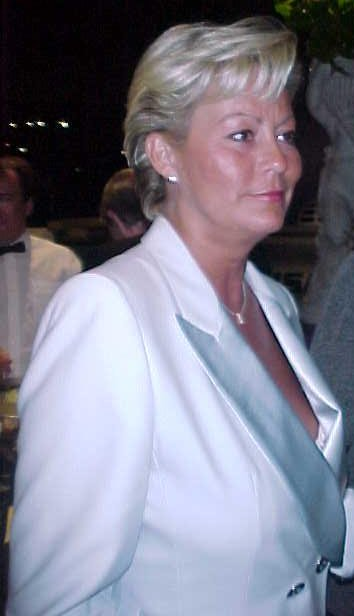
Seka (2000)

Collégienne à Hopewell, elle remporta plusieurs concours de beauté, "Miss Hopewell High School" et "Miss Southside Virginia". Après quelques déboires, elle partit pour Las Vegas où elle effectua ses premières poses de nu, tourna un premier film (court) à Baltimore, puis s'en alla à Los Angeles où elle commença sa carrière d'actrice pornographique sous le nom de « Sweet Alice ».
Vers la fin des années 1970, Dorothiea adopte le nom de « Seka » qui signifie le « symbole » en langue sud-africaine sotho
Son premier succès fut en 1978 Dracula Sucks (ou Lust At First Bite) dans lequel elle joue en partenariat avec John Holmes. Le couple Holmes-Seka deviendra rapidement le couple le plus célèbre du milieu.
Seka est apparue dans 24 films en 1980 et dans 37 films en 1981, les années les plus importantes et les plus prolifiques de sa carrière. Cette dernière année fut aussi celle de son divorce qui a eu pour conséquence un déménagement à Chicago, où elle résida pendant presque vingt-cinq années.
Aujourd'hui Seka ne tourne plus malgré une tentative de come-back. Régulièrement invitée sur les plateaux de télévision américaine, elle fait partie de celles qui à l'instar de Nina Hartley ou d'Ona Zee ont toujours défendu la cause des "travailleuses du sexe" et de la mouvance pornographique. Elle vit aujourd'hui à Kansas City, Missouri, où elle continue à animer son fan-club.
Elle fait partie de l'AVN Hall of Fame et du XRCO Hall of Fame.

## Citation
- Si je changeais n'importe quoi au sujet de mon passé, je ne serais pas la même personne que je suis aujourd'hui, et je m'aime aujourd'hui. (Interview sur CNBC)

## Filmographie partielle
- 1978 : Blonde Fire de Bob Chinn
- 1978 : Dracula Sucks (Lust At First Bite) de Phillip Marshak
- 1979 : Heavenly Desire de Jourdan Alexander
- 1980 : Rocking With Seka de Ziggy Zigowitz Jr.
- 1980 : A Place Beyond Shame de Fred J. Lincoln (en) et Sharon Mitchell
- 1981 : Tara Tara Tara Tara de Leonard Kirtman
- 1981 : Anytime Anyplace de Kirdy Stevens
- 1981 : Confessions of Seka de Leonard Kirtman
- 1982 : Beauty and the Beast avec Long Dong Silver et Ron Jeremy
- 1985 : Blonde Heat (The Case of the Maltese Dildo) de Tim McDonald
- 1987 : Careful, He May Be Watching de Richard Pacheco
- 1993 : American Garter de Gloria Leonard et Henri Pachard

### Comme réalisatrice
- 1980 : Inside Seka